# Tous aux abris !
Tous aux abris ! (titre original : Dude, Where's My Country?) est un essai du documentariste américain Michael Moore publié en 2004.
Tous aux abris ! est une nouvelle attaque de Michael Moore sous forme de livre. Encore une fois, la cible principale est le gouvernement américain, plus précisément le président George W. Bush et son entourage. Michael Moore revient sur la période qui s'est écoulée entre les attaques du 11 septembre 2001 et l'invasion de l'Irak. Il appelle ses concitoyens à tout faire pour réagir et arrêter d'avaler ce que les dirigeants et les médias veulent bien leur dire en décortiquant pour eux les faits et en les incitant à tout faire pour que l'année 2004 soit celle d'un renouveau politique aux États-Unis.